# Закон компенсації
«Закон компенсації» (англ. The Law of Compensation) — американська драма режисера Джозефа А. Голдена 1917 року.

## У ролях
- Норма Толмадж — Флора Грем / Рут Грем
- Фред Есмелтон — Джон Грем
- Честер Барнетт — Аллен Гейєс
- Джон Чарльз — Франк Тревор
- Селлі Крут — Грейс Бентон
- Фред Гірн — Генрі Турман
- Мері Голл — місіс Вейн
- Едвін Стенлі — Реймонд Веллс
- Роберт В. Каммінгс — Горацій Бентон